# Espès
Pour les articles homonymes, voir Espès.
Espès est une ancienne commune française du département des Pyrénées-Atlantiques. Le 10 janvier 1842, la commune fusionne avec Undurein pour former la nouvelle commune de Espès-Undurein.

## Géographie

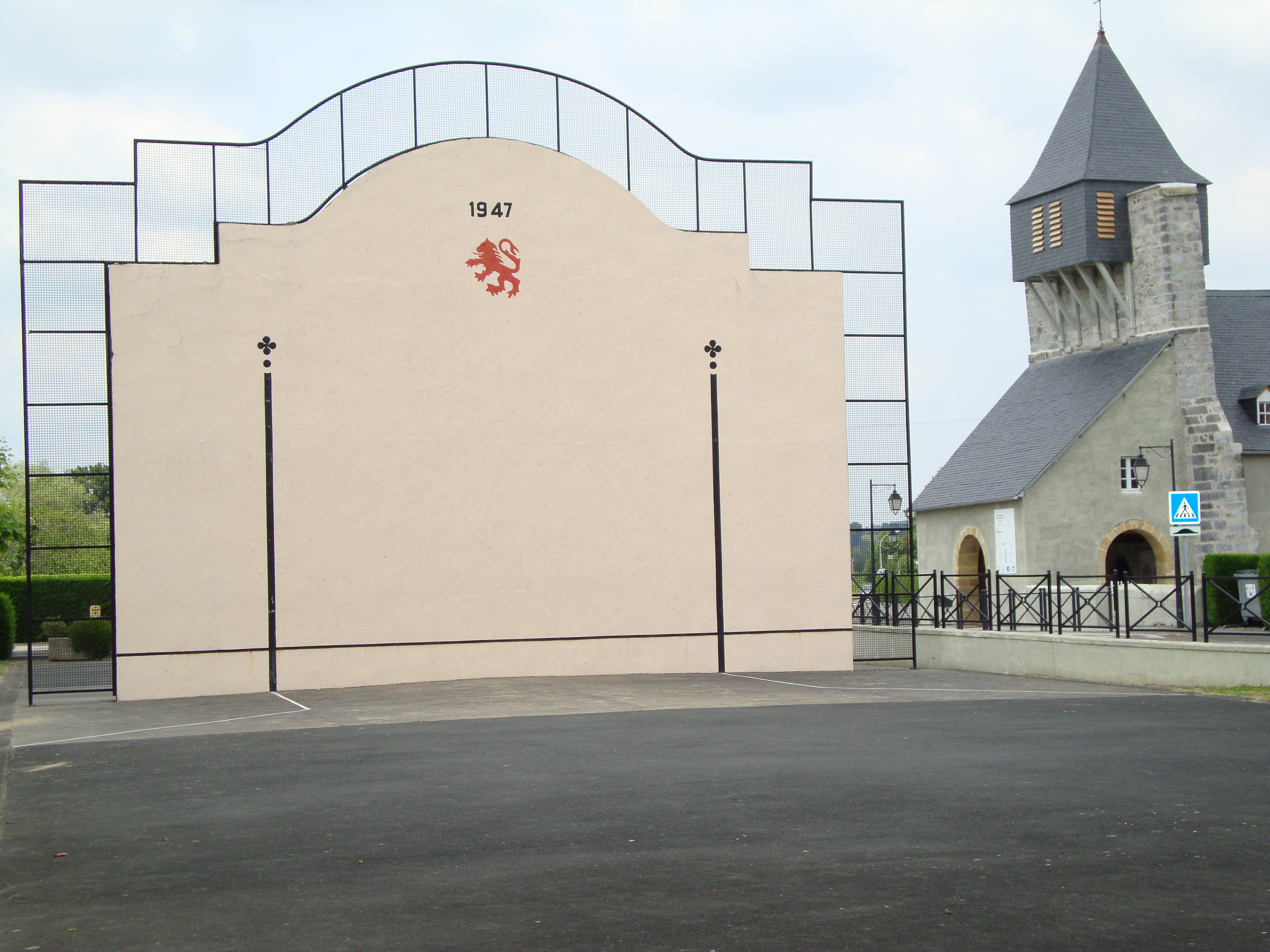
Fronton à Espès

Undurein fait partie de la Soule.

## Toponymie
Son nom basque est Ezpeize.
Le toponyme Espès apparaît sous les formes 
Esperce (1375, contrats de Luntz), 
Aspes (1472, notaires de Labastide-Villefranche).

## Histoire
Paul Raymond note que le seigneur d'Espès était un des dix potestats de Soule et dépendait de la vicomté de Soule.

## Démographie
| 1793 | 1800 | 1806 | 1821 | 1831 | 1836 |
| ---- | ---- | ---- | ---- | ---- | ---- |
| 339  | 277  | 299  | 343  | 325  | 325  |

## Culture locale et patrimoine

### Patrimoine religieux
L'église Saint-Martin d'Espès, inscrite aux monuments historiques en 1925, possède un clocher-mur dit "trinitaire" ou souletin c'est-à-dire que la crête du mur, percé de baies où tintent les cloches, s'y achèvent par trois grandes pointes à peu près d'égale hauteur, figurant la Trinité.

## Pour approfondir